# Betar
Betarrörelsen (hebreiska: תנועת בית"ר), även stavat Beitar (hebreiska: בית"ר), är en revisionistisk sionistisk ungdomsrörelse som grundades 1923 i Riga, Lettland, av Vladimir (Ze'ev) Jabotinsky.  Det var en av flera högerungdomsrörelser som uppstod vid den tiden och antog särskilda saluter (hälsningsgester) och uniformer influerade av fascismen. 
Under andra världskriget var Betar en källa till rekrytering till judiska regementen som kämpade tillsammans med de brittiska och även de judiska grupperna som kämpade mot britterna i det obligatoriska Palestina. Betar var traditionellt kopplat till de ursprungliga politiska partierna Herut och sedan Likud av judiska pionjärer, och var nära knuten till den revisionistiska sionistiska militanta gruppen Irgun. Några av de mest framstående politikerna i Israel var Betarim i sin ungdom, framför allt premiärministrarna Yitzhak Shamir och Menachem Begin.